# Song Jiayuan
Dans ce nom chinois, le nom de famille, Song, précède le nom personnel.
Pour les articles homonymes, voir Song (homonymie).
Song Jiayuan (en chinois : 宋佳缘), née le 15 septembre 1997, est une athlète chinoise, spécialiste du lancer du poids.

## Biographie
Médaillée d'argent aux championnats du monde juniors de 2016, elle se classe troisième des championnats d'Asie 2019, derrière sa compatriote Gong Lijiao et la Bahreinienne Noora Salem Jasim. Elle participe aux championnats du monde 2019 et s'incline dès les qualifications.
En 2022 elle monte sur la troisième marche du podium des Jeux olympiques de Paris.

## Palmarès
| Date | Compétition           | Lieu     | Résultat | Marque  |
| ---- | --------------------- | -------- | -------- | ------- |
| 2022 | Championnats du monde | Eugene   | 6e       | 19,57 m |
| 2023 | Championnats d'Asie   | Bangkok  | 1re      | 18,88 m |
| 2023 | Championnats du monde | Budapest | 11e      | 18,90 m |
| 2023 | Jeux asiatiques       | Hangzhou | 2e       | 18,92 m |
| 2024 | Jeux olympiques       | Paris    | 3e       | 19,32 m |

## Records
| Épreuve         | Temps   | Lieu     | Date         |
| --------------- | ------- | -------- | ------------ |
| Lancer du poids | 20,38 m | Shanghai | 16 juin 2022 |